# Mimoblennius rusi
Mimoblennius rusi är en fiskart som beskrevs av Springer och Spreitzer, 1978. Mimoblennius rusi ingår i släktet Mimoblennius och familjen Blenniidae. Inga underarter finns listade i Catalogue of Life.